# Ирина Генова
Ирина Генова е българска изкуствоведка, професор в Нов български университет.

## Биография
Родена е на 19 май 1959 г. Завършва специалност „Изкуствознание“ в ВИИИ „Н. Павлович“ в София (1983). Доктор с дисертация по съвременно изкуство в България (1989).
Научен сътрудник (1989-1999) и старши научен сътрудник (1999) в Института по изкуствознание при БАН, секция „Ново българско изкуство“. Доцент (2004) и професор (2011) в Нов български университет.
Член на AICA (Association Internationale des Critiques de l’ Art). Президент на българската секция (1997-1999). Член на ICOMOS (2011).

## Стипендии и награди
- Награда за художествена критика на сп. „Изкуство / Art in Bulgaria“ за 1996.
- Стипендия на фондация Пол Гети, Калифорния през 1994 за изследване върху модернистични тенденции в изкуството на Балканите. Пътуване из балкански страни (февруари-май 1995).
- Стипендия на фондация Пол Гети, Калифорния през 1998 за участие в летния Институт по визуални и културни изследвания в университета в Рочестър.
- Стипендия за участие в Лятното училище на Централно-европейския университет в Будапеща (Унгария) – От история на изкуството към визуална култура (юли 2002 и юли 2003).
- Стипендия на Колеж „Нова Европа“ в Букурещ (март-юни 2004).
- Стипендия на Института по история на изкуството в Париж (април 2005).[1]

## Национални и международни проекти след 2005 година
- „Репрезентации на модерния живот през втората половина на ХІХ век“ – проект за изследователска работа, финансиран по конкурс на Националния институт по история на изкуството (Institut National d’Histoire de l’Art) в Париж, 2005 г.
- „Ранни истории на модерното изкуство в България“ – проект за изследователска работа в Централния институт по история на изкуството (Zentralinstitut fur Kunstgeschichte) в Мюнхен, 2009.
- Ръководство на проект „Николай Дюлгеров. Множествената художествена идентичност”, поредица от изложби (Рим, Торино, София) и каталог на три езика. Проектът е финансиран по Комуникационната стратегия за интегриране в Европейския съюз, 2007-2010 г.
- Участие в международен проект „Лица на модернизма“ – тристранен проект през 2008-2010 година на художествени институции от Гърция, Румъния и България, финансиран по европейската програма „Култура 2007-2013“. Куратор на българското представяне. Изложбата е показана в Букурещ, София и Атина, 2009-2010 г.

### Книги
- „Непознатият Сирак Скитник“. Каталог на изложба в СБХ. Авторство и научна редакция (съвместно с Татяна Димитрова). София, 1993, 48 стр.
- „Изкуството в България през 1920-те години. Модернизъм и национална идея“. В съавторство с Татяна Димитрова. 304 стр., около 320 илюстрации (черно-бели). 2002. (Двуезична – на български и на английски език)
- „Модернизми и модерност – (не)възможност за историзиране. Изкуство в България и художествен обмен с Балкански страни“. С., Изд. „Ида“ – Красимир Гандев, 2004, 264 стр. (Двуезична – на български и на английски език)
- „Присъствия / Отсъствия. Художнички и архитектки в модерното изкуство на България“. Съставителство и статии: Ирина Генова – за художничките, Любинка Стоилова – за архитектките. Изложба в Софийска градска художествена галерия, 8 ноември – 2 декември. С., Изд. „Ида“ – Красимир Гандев, 2006, 88 стр, 75 репродукции (цветни и черно-бели). (Двуезична – на български и на английски език)
- „Tempus fugit / Времето лети. За съвременното изкуство и визуалният образ“. С., Изд. Алтера, 2007. (Двуезична – на български и на английски език) 350 стр., ок. 200 черно-бели репродукции
- „Историзиране на модерното изкуство в България. Възможности за разкази след модерността“. 2011[2]

### Съставителство и научна редакция
- „Разказвайки образа“. Сборник от текстове, в превод от английски, немски, френски и полски език. Съставителство и научна редакция, в съавторство с Ангел В. Ангелов. Изд. Сфрагида, София 2003, 240 стр.
- „Следистории на изкуството“. Сборник от текстове, в превод от английски, немски, френски и руски език. Съставителство, предговор и научна редакция, в съавторство с Ангел В. Ангелов. Изд. Сфрагида, София 2001, 240 стр.[3]
- Научна редакция на българското издание на: Катрин Мийе. „Съвременното изкуство във Франция“. Университетско издателство „Климент Охридски“. София, 1993.

### Студии, статии и интервюта (2004-2008 година)
- Визии. Читанки за напреднали. Съвместно с А. В. Ангелов и М. Фадел (разговор). „Следва“ – Списание за университетска култура. НБУ. 2004, бр. 8-9, с. 4-21.
- Сецесионът и българската книга. Статия за: Българска книга. Енциклопедия. Състав. Ани Гергова. Изд. ПЕНСОФТ. София-Москва, 2004.
- Representations of modernity – cases from the Balkans until the First World War. Difficulties of historicizing / contextualizing. Годишник на Колеж Нова Европа, Букурещ, 2004.
- Образи на модерността. Опитът с града и природата. В: Сп. „Критика и хуманизъм“. 2005, кн. 20, с. 89-120.
- Историзиране на модерното изкуство в България. Ранни примери. В сборник от пролетните четения на Института за изкуствознание през 2005 година. С. 2005, с. 95-112.
- Историзиране на балканския модернизъм. Българският случай. В: Добри Христов и българският ХХ век. Институт за изкуствознание, БАН. С. 2005, с. 103-113. [Отг. редактор Елена Тончева. Научни редактори: Кристина Япова, Лидия Литова, Ирина Генова. Редактор Тереза Михайлова].
- Balkan Modernism / Balkan Modernity: The Dificulties of Historicizing. In: Local Strategies. International Ambitions. Modern Art and Central Europe 1918-1968. Papers from the International Conference, Prague, June 2003. The Institute of Art History, Prague & New York University in Prague. Ed. by Vojtech Lahoda. ARTEFACTUM. Praha, 2006, pp. 133-139.
- Образи на модерността. Случаи и конвенции на ранна / просветителска образна модерност. Образи на мъжа и жената. В: Изкуствоведски четения, пролет 2006. Институт за изкуствознание. С. 2007, с. 95-112.
- Културата е част от природата. Разговор с Жак Ленард, съвместно с Ангел В. Ангелов и Светла Петкова. В. „Култура“, 2006, N 37, 27 октомври, с. 9. Превод от френски език Ирина Генова.
- Историзиране на модерното изкуство – липсващите имена. Жорж Папазов. В: Изкуствоведски четения, пролет 2007. Институт за изкуствознание. С. 2007, с. 453-460 и с. 497.
- Images of Modernity. The experience of the City and Nature: Early Examples from the Balkans. Във: Визуалният образ. Докторантски семинар 2006-2007. Съст. Ирина Генова. Изд. На НБУ. С. 2007, с. 72-98.
- Representations of Modernity – cases from the Balkans until the First World War. Difficulties in Historicizing / Contextualizing. New Europe College Regional Program Yearbook 2005-2006. Bucharest, 2008, pp. 17-64.
- Българска класика – първи салон. В. „Култура“, 2008, 22 февруари, бр. 7, с. 7.